# Старые Храковичи
Старые Хракови́чи (бел. Стары́я Хракаві́чы) — деревня в Брагинском районе Гомельской области Республики Беларусь. В составе Чемерисского сельсовета.
Поблизости имеются месторождения глины и торфа.

## Административное устройство
До 16 декабря 2009 года центр Храковичского сельсовета.
28 октября 2014 года к деревне были присоединены Новые Храковичи.

## География
Расположена в пограничной зоне. У границы с Черниговской областью Украины, недалеко от деревни, находится озеро Заколодницкое.

### Расположение
В 15 км на юго-восток от Брагина, 42 км от железнодорожной станции Хойники (на ветке Василевичи — Хойники от линии Калинковичи — Гомель), 134 км от Гомеля.

### Гидрография
Между населёнными пунктами Асаревичи и Старые Храковичи расположено озеро Заколодницкое.

## Транспортная сеть
Транспортные связи по проселочной, затем автомобильной дороге Комарин — Брагин.
Планировка состоит из дугообразной улицы с 2 переулками, ориентированной с юго-запада на северо-восток, к которой с юга присоединяются 2 прямолинейные, параллельные между собой улицы, пересекаемые короткой широтной улицей. Застройка преимущественно деревянная, двусторонняя, усадебного типа. В 1987—1994 годах построены кирпичные дома на 80 квартир, в которых разместились переселенцы из загрязнённых радиацией мест после катастрофы на Чернобыльской АЭС и радиационного загрязнения.

## История
Обнаруженное археологами городище VII—III веков до н. э. (в 5 км на запад от деревни, в урочище Хистино) 4 поселения позднего неолита, бронзового и раннего железного веков (в 0,4-1 км на восток и юго-восток от деревни) свидетельствуют про заселение здешних мест с давних времён. По письменным источникам известна с XVIII века как деревня Храковичи в Речицком повете Действовала Николаевская церковь (хранились метрические книги с 1745 года). В 1776 году вместо старой построена новая деревянная церковь.
После 2-го раздела Речи Посполитой (1793 год) в составе Российской империи. По ревизским материалам 1850 года владение Юдицких. Кроме земледелия жители деревни занимались сплавом леса. В 1885 году центр поместья, хозяин которого Дмишевич владел здесь 433 десятинами земли. После основания рядом деревни Новые Храковичи село стало называться Старые Храковичи. Согласно переписи 1897 года находились: церковь, народное училище, хлебозапасный магазин, трактир. 
В 1908 году деревня Храковичи в Савичской волости Речицкого уезда Минской губернии.
В 1920-х годах действовали школа, отделение потребительской кооперации. В 1930 году организовано 2 колхоза, работали кузница, кирпичный завод (с 1930 года), 5 ветряных мельниц, 2 конные круподробилки.
Во время Великой Отечественной войны фашисты создали в деревне опорный пункт, разгромленный в дальнейшем партизанами. В боях за освобождение деревни в октябре 1943 года погибли 40 солдат 9-го гвардейского стрелкового корпуса 61-й армии, которые похоронены в братской могиле в сквере. На фронтах и в партизанской борьбе погибли 106 местных жителей, в память о погибших в 1966 году около братской могилы возведён обелиск.
С 1987 года центр Храковичского сельсовета. Центр колхоза имени В. И. Чапаева.

## Население

### Численность
- 2019 год — 388 жителей

### Динамика
- 1850 год — 334 жителя
- 1885 год — 79 дворов, 507 жителей[5]
- 1897 год — 125 дворов, 513 жителей (согласно переписи)
- 1908 год — 164 двора, 949 жителей (село Храковичи)[5]
- 1959 год — 812 жителей (согласно переписи)
- 1999 год — 510 жителей (перепись населения)
- 2004 год — 172 хозяйства, 490 жителей
- 2009 год — 437 (492) жителей (перепись населения)[5]
- 2019 год — 388 жителей (перепись населения)

| Графики недоступны из-за технических проблем. См. информацию на Фабрикаторе и на mediawiki.org. |

## Инфраструктура
Располагается средняя школа (новое кирпичное здание построено в 1987 году), детский сад, отделение связи, библиотека, врачебная амбулатория, аптека, магазин.

## Культура
- Музей ГУО "Храковичская средняя школа"
- Дом-музей "Иванова усадьба" — частная музейная коллекция[6]

## Достопримечательности
- Городище периода раннего железного века, 1-е тыс. до н.э. — нач. 1-го тыс. н.э. —  Историко-культурная ценность Республики Беларусь, шифр 313В000122
- Братская могила
- Воинский мемориал
- Церковь Святителя Николая Чудотворца

### Памятник, скульптура
- Памятник В. И. Ленину